# Reino Unido en los Juegos Paralímpicos de Salt Lake City 2002
El Reino Unido estuvo representado en los Juegos Paralímpicos de Salt Lake City 2002 por dos deportistas masculinos. El equipo paralímpico británico no obtuvo ninguna medalla en estos Juegos.